# ポー河の水車小屋
『ポー河の水車小屋』（ポーがわのすいしゃごや、イタリア語: Il mulino del Po）は、1949年製作・公開、アルベルト・ラットゥアーダ監督によるイタリアの映画である

## 略歴・概要
本作は、1949年にイタリアの映画会社ルックス・フィルムが製作、ロンバルディア州マントヴァ県のサン・ベネデット・ポー、ローディゴ、クルタトーネといった同県内各地でロケーション撮影を行って完成、同社が配給して同年9月28日にイタリア国内で公開された。
リッカルド・バッケッリが1938年 - 1940年に執筆した同名小説を原作に、バッケリ自身が、マリオ・ボンファンティーニ、ルイジ・コメンチーニ、アルベルト・ラットゥアーダ、カルロ・ムッソ、セルジオ・ロマーノとともに翻案し、フェデリコ・フェリーニとトゥリオ・ピネリが映画用に脚色した。本作の脚本を執筆したフェリーニは、本作公開の翌1950年、トゥリオ・ピネリと共同で脚本を執筆した『寄席の脚光』を、本作の監督であるアルベルト・ラットゥアーダと共同で監督して、映画監督としてデビューを果たすことになる。
日本では、フランス公開と同年の1951年にイタリフィルムが輸入し、同年11月25日に同社が松竹洋画部と共同で配給して、公開された。日本でのビデオグラムは、2020年9月にコスミック出版から発売された、「イタリア映画コレクション「越境者」10枚組」に収められた。

## スタッフ
- プロデューサー : カルロ・ポンティ
- 監督 : アルベルト・ラットゥアーダ
- 原作 : リッカルド・バッケッリ （Riccardo Bacchelli）
- 脚本 : フェデリコ・フェリーニ、トゥリオ・ピネリ （Tullio Pinelli）
- 翻案 : リカルド・バッケリ、マリオ・ボンファンティーニ （Mario Bonfantini [4]）、ルイジ・コメンチーニ、アルベルト・ラットゥアーダ、カルロ・ムッソ （Carlo Musso [5]）、セルジオ・ロマーノ
- 撮影 : アルド・トンティ （Aldo Tonti [6]）
- 美術 : アルド・ブッツィ （Aldo Buzzi）
- 編集 : マリオ・ボノッティ （Mario Bonotti [7]）
- 音楽 : イルデブランド・ピツェッティ
- 助監督 : パオロ・ガルガーノ （Paolo Gargano [8]）、カルロ・リッツァーニ （Carlo Lizzani）、アルド・ブッツィ
- 製作助手 : シルヴィオ・クレメンテッリ
- 製作主任 : クレメンテ・フラカッシ （Clemente Fracassi）

## キャスト
クレジット順
- カルラ・デル・ポッジョ （Carla Del Poggio） - Berta Scacerni
- ジャック・セルナス （Jacques Sernas） - Orbino Verginesi
- マリオ・ベセスティ （Mario Besesti） - Il Clapassòn
- ジュリオ・カリ （Giulio Calì） - Smarazzacucco
- アンナ・カレーナ （Anna Carena） - L'Argia
- ジャコモ・ジュラデイ （Giacomo Giuradei [9]） - Princivalle Scacerni, fratello di Berta
- レダ・グロリア （Leda Gloria） - La Sniza
- ニーノ・パヴェーゼ （Nino Pavese） - Raibolini
- イザベッラ・リーヴァ （Isabella Riva [10]） - Cecilia Scacerni, madre di Berta
- ディナ・サッソリ （Dina Sassoli） - Susanna Verginesi, sorella di Orbino
- ドメニコ・ヴィリオーネ・ボルゲーゼ （Domenico Viglione Borghese [11]） - Luca Verginesi, fratello di Berta

## 関連事項
- 1951年の日本公開映画
- ネオレアリズモ

## 註
1. 1 2 3  The Mill on the Po, Internet Movie Database （英語）, 2010年8月27日閲覧。
2. 1 2  ポー河の水車小屋、allcinema ONLINE, 2010年8月27日閲覧。
3. ↑  Variety Lights - IMDb（英語）, 2010年8月27日閲覧。
4. ↑  Mario Bonfantini - IMDb（英語）, 2010年8月27日閲覧。
5. ↑  Carlo Musso - IMDb（英語）, 2010年8月27日閲覧。
6. ↑  Aldo Tonti - IMDb（英語）, 2010年8月27日閲覧。
7. ↑  Mario Bonotti - IMDb（英語）, 2010年8月27日閲覧。
8. ↑  Paolo Gargano - IMDb（英語）, 2010年8月27日閲覧。
9. ↑  Giacomo Giuradei - IMDb（英語）, 2010年8月27日閲覧。
10. ↑  Isabella Riva - IMDb（英語）, 2010年8月27日閲覧。
11. ↑  Domenico Viglione Borghese - IMDb（英語）, 2010年8月27日閲覧。